# Chantal Poupaud
Pour les articles homonymes, voir Poupaud.
Chantal Poupaud, née Richard le 3 août 1939 à Brissac (Maine-et-Loire) et morte le 18 juin 2022 à Levallois-Perret
, est une réalisatrice, scénariste et productrice française. 
Après avoir débuté comme attachée de presse, elle est à l'origine de la série des années 1990 de la chaîne Arte, Tous les garçons et les filles de leur âge.

## Biographie

### Famille
Chantal Poupaud est originaire de Brissac dans le département de Maine-et-Loire. Fille d'Yves Richard, journaliste sportif à La Nouvelle République, juge de ligne à Roland-Garros et passionné de cinéma, son frère est le réalisateur, Jacques Richard. De son mariage avec Michel Poupaud, sont nés Stanislas (Yarol) Poupaud, musicien, Melvil Poupaud, acteur, musicien et auteur ,,

### Formation
Chantal Poupaud commence sa carrière comme attachée de presse et travaille à la promotion de films de Marguerite Duras pendant sept ans, ainsi que de films de Benoît Jacquot, de Chantal Akerman, Lino Brocka, Aki Kaurismäki ou Wim Wenders.

### Carrière
Au début des années 1990, Chantal Poupaud a l'idée de ce qui deviendra la collection Tous les garçons et les filles de leur âge en retrouvant ses propres souvenirs d'adolescence en regardant ses deux fils, l'un, âgé de 14 ans qui entre dans l'adolescence, l'autre qui à 18 ans commence à en sortir. Elle se fait la réflexion que le fait d'être adolescent à quelque époque que ce soit est toujours la même chose, même si le contexte est différent. Elle a alors l'idée d'une série de films sur l'adolescence, incluant tous une scène de fête, qui seraient commandés à divers réalisateurs ; elle souhaite en particulier retrouver « cette notion de première fois » qui n'existe qu'à cette période de la vie.
Elle rencontre le producteur Georges Benayoun, d'IMA productions, et Pierre Chevalier, responsable à Arte de l'unité fiction, et leur fait part de ce projet. Pierre Chevalier est séduit par la simplicité et l'ouverture d'esprit du projet et le met en œuvre. La série est diffusée fin 1994 et fait l'objet d'un important succès critique.
Dans la seconde moitié des années 1990, des problèmes de santé et de nombreuses consultations de médecins lui donnent l'idée d'une autre série, cette fois pour le cinéma, sur le rapport des femmes à la médecine, où « une héroïne qui se retrouve « face à une thérapeute après s'être trouvée aux prises avec son corps ». » La série est intitulée Toutes les femmes sont folles et ce qui doit en être le premier volet, le film Le Septième Ciel de Benoît Jacquot, sort en 1997. Le film de François Ozon Sous le sable fait aussi partie de ce projet.
Elle réalise son premier court-métrage en 2000, puis elle a l'idée du documentaire Crossdresser en 2010 dont elle a l'idée à partir d'une rencontre faite dans un restaurant, film qui aborde le sujet des travestis occasionnels.

## Filmographie

### Réalisatrice
- 2000 : Maurice le mauricien (court métrage)
- 2010 : Crossdresser (documentaire)

### Productrice
- 1994 : Tous les garçons et les filles de leur âge, collection de téléfilms d'Arte dont trois « versions longues » sortiront en salles comme longs métrages : 
  - Les Roseaux sauvages d'André Téchiné
  - L'Eau froide d'Olivier Assayas
  - Trop de bonheur de Cédric Kahn

- Série Toutes les femmes sont folles : 
  - 1997 : Le Septième Ciel de Benoît Jacquot (productrice associée)
  - 2000 : Sous le sable (responsable du développement)

- 2010 : Crossdresser (documentaire)

### Scénariste
- 2005 : Riviera d'Anne Villacèque